# ザレークス
ザレークス（古希: Ζάρηξ, Zarēx）は、ギリシア神話の人物である。長音を省略してザレクスとも表記される。ラコーニア地方の都市ザラクスの名祖。アッティカ地方のエレウシースにザレークスの英雄廟があり、人々はアポローンから音楽を学んだ人物としてザレークスを崇拝していたが、パウサニアースによるとザラクスの名祖と同じ人物で、嘆願者としてラコーニア地方からこの地にやって来たという。一説によると、デーロス島の王アニオスの父。